# Anna-Greta Crafoord
Anna-Greta Crafoord, född Löfdahl 1914 i Helsingborg, död 1994 i Lund, var en svensk mecenat. Hon var från 1935 gift med Holger Crafoord (1908–1982), som skapade en förmögenhet genom verksamhet först inom förpackningsföretagen Åkerlund & Rausing och Tetra Pak och sedan från 1964 i det medicintekniska företaget Gambro, som gjorde dialysbehandling till en allmänt tillgänglig behandlingsmetod för personer med njursvikt. 
Anna-Greta och Holger Crafoord och deras arvingar har sedan 1975 etablerat flera stiftelser och fonder som delar ut medel till ändamål som låg makarna Crafoord om hjärtat.
Viktigast bland dessa är det  internationella Crafoordpriset som sedan 1982 utdelas av Kungliga Vetenskapsakademien till forskare inom utvalda områden av naturvetenskapen som inte tillgodoses av Alfred Nobels testamente.
Följande stiftelser och pris bär Anna-Greta Crafoords namn:
- Stiftelsen Anna-Greta och Holger Crafoords fond, under Kungliga Vetenskapsakademien, delar ut Crafoordpriset och ger bidrag till svensk forskning inom fondens verksamhetsområden.[1]
- Anna-Greta Crafoords stiftelse för reumatologisk forskning, delar ut stipendier till forskare inom reumatologi.
- Anna-Greta Crafoords pris till årets bästa doktorsavhandling vid medicinska fakulteten, Lunds universitet. Detta pris är knutet till Stiftelsen Locus Medicus Lundensis, som i övrigt förvaltar makarna Crafoords donation1975 av sin villa och tidigare privatbostad att användas som samlingslokaler för Medicinska föreningen i Lund-Malmö och för Läkaresällskapet i Lund. En särskild prisnämnd utsedd av Läkaresällskapet i Lund utser pristagaren.[2]

Anna-Greta Crafoord blev 1987 medicine hedersdoktor vid Lunds universitet.